# Kandidiana Ridge
Kandidiana Ridge (englisch; bulgarisch рид Кандидиана rid Kandidiana) ist ein teilweise vereister, 6 km langer, 1,1 km breiter und bis zu 1000 m hoher Gebirgskamm auf der Westseite der Elgar Uplands im Norden der Alexander-I.-Insel westlich der Antarktischen Halbinsel. Er ragt 12,24 km nordnordwestlich des Mount Pinafore, 18,67 km östlich des Mount Morley, 15,26 km südöstlich des Shaw-Nunataks und 9 km südlich des Tegra-Nunataks auf. Seine nordnordöstliche Seite ist halbmondförmig. Das Nichols-Schneefeld liegt nordwestlich, der Delius-Gletscher nordöstlich und der Bartók-Gletscher südlich von ihm.
Britische Wissenschaftler kartierten ihn 1971. Die bulgarischen Geologen Christo Pimpirew und Borislaw Kamenow besuchten das Gebiet am 30. Januar 1988 gemeinsam mit Philip Nell und Peter Marquis vom British Antarctic Survey. Die bulgarische Kommission für Antarktische Geographische Namen benannte den Gebirgskamm 2017 nach dem Römerlager Kandidiana im Nordosten Bulgariens.